# Kroesjevo (Gabrovo)
Kroesjevo (Bulgaars: Крушево) is een dorp in centraal-Bulgarije. Het dorp is gelegen in de gemeente Sevlievo, oblast Gabrovo. Het dorp ligt hemelsbreed ongeveer 24 km ten noordwesten van Gabrovo en 153 km ten noordoosten van de hoofdstad Sofia.

## Bevolking
Op 31 december 2020 telde het dorp Kroesjevo 491 inwoners. Het aantal inwoners vertoont al jaren een dalende trend: in 1934 had het dorp nog 2.540 inwoners.
| Bevolkingsontwikkeling tussen 1934 en 2020          |
| --------------------------------------------------- |
|                                                     |
| Bron: Nationaal Statistisch Instituut van Bulgarije |

In het dorp wonen merendeels etnische Bulgaren, maar er is ook een grote minderheid van etnische Turken. In de volkstelling van 2011 identificeerden 317 van de 490 ondervraagden zichzelf als etnische Bulgaren, terwijl 162 personen zichzelf etnische Turken noemden. 
| Etnische samenstelling van de respondenten (2011) | Etnische samenstelling van de respondenten (2011) | Etnische samenstelling van de respondenten (2011) | Etnische samenstelling van de respondenten (2011) | Etnische samenstelling van de respondenten (2011) |
| ------------------------------------------------- | ------------------------------------------------- | ------------------------------------------------- | ------------------------------------------------- | ------------------------------------------------- |
|                                                   |                                                   |                                                   |                                                   |                                                   |
| Bulgaren                                          | Bulgaren                                          |                                                   | 64,7%                                             | 64,7%                                             |
| Turken                                            | Turken                                            |                                                   | 33,1%                                             | 33,1%                                             |
| Roma                                              | Roma                                              |                                                   | 0,0%                                              | 0,0%                                              |
| Anders/Onbekend                                   | Anders/Onbekend                                   |                                                   | 2,2%                                              | 2,2%                                              |